# 點指賊賊
《點指賊賊》是1988年上映的香港警匪喜劇電影，由章國明執導，張國強、董驃、關明玉、林建明主演。故事背境濃縮於舊唐樓內的眾低下階層小人物的複雜人際關係。

## 劇情
在一幢舊式唐樓内發生的中宗離奇槍擊案。住在唐樓內的一群小市民，聽到從令人討厭的鄰居家中傳來槍聲，眾人報案，來歷不明的少女呂主郭成了嫌疑犯。新紮幹探羅佑大入住唐樓之中，從隔籬鄰舍中收集線索調查疑案。案件未見眉目，羅佑大卻被嫁禍成為殺人通輯犯。羅佑大走投無路，求助於呂主郭。果然，真兇就是潛伏在唐樓旁邊的鄰居 ...

## 人物角色
| 演員   | 角色       | 粵語配音 | 關係                                                           |
| 張國強 | 羅佑大     |          | 警局的新紮幫辦                                                 |
| 關明玉 | 呂主郭     | 龍德瓊   | 神秘少女，住在流氓李佐治家中                                   |
| 董驃   | 石斗文     |          | 警局署長，羅佑大的上司                                         |
| 熊良錫 | 孟加拉     |          | 警探，對羅佑大升職憤憤不平                                     |
| 郭軍城 | 羅拔仔     |          | 警探                                                           |
| 顏國樑 | 李佐治     | 黃志成   | 唐樓住客，流氓，惹是生非，惹鄰居討厭。槍擊案就是發生於其家中。 |
| 林建明 | 阿麥       |          | 唐樓住客，暗戀羅佑大                                           |
| 梁愛   | 三姐       |          | 唐樓住客                                                       |
| 仙杜拉 | 大媽耍     | 徐愛貞   | 唐樓住客，上海佬的妻子                                         |
| 金彪   | 上海佬     |          | 唐樓地舖士多老闆，大媽耍丈夫                                   |
| 威利   | 大哥謝     | 周永光   | 唐樓住客，有攝影癖好                                           |
| 王清河 | 謝伯       |          | 唐樓住客，大哥謝之父                                           |
| 陳植槐 | 昌記       |          | 唐樓住客，鎖匙匠                                               |
| 林輝煌 |            |          | 唐樓住客                                                       |
| 曾楚霖 | 水喉佬     |          |                                                                |
| 羅莽   | 喪標       |          | 殺人犯，被警方通輯                                             |
|        | 新聞報導員 | 周永坤   |                                                                |

## 外部連結
- 香港影庫上《點指賊賊》的資料（繁體中文）
- 互联网电影数据库（IMDb）上《點指賊賊》的资料（英文）
- 豆瓣电影上《點指賊賊》的資料 （简体中文）